# Roberto Carrión Pollit
Roberto Carrión Pollit (ur. 17 listopada 1929, zm. 17 kwietnia 2007) – peruwiański polityk aktywny w latach 70. XX wieku. Był alkadem Limy od 1978 do 1979 roku.